# Laatste maaltijd
De laatste maaltijd, ook wel aangeduid als galgenmaal, is de laatste maaltijd die een terdoodveroordeelde krijgt voor zijn executie. Deze maaltijd krijgt hij op de dag voor zijn executie. Op deze laatste dag zal het de veroordeelde tevens meestal worden toegestaan religieuze riten te verrichten of zal het hem op andere wijze binnen bepaalde grenzen zo aangenaam mogelijk worden gemaakt.
In de meeste gevallen mag de terdoodveroordeelde kiezen wat hij als laatste maaltijd wil eten. Meestal stelt de staat of gevangenis hier wel bepaalde grenzen aan. De maaltijd kan bijvoorbeeld budgetgebonden zijn, of de ingrediënten moeten binnen de gevangenis verkrijgbaar zijn. In de Verenigde Staten is Texas (sinds 2011) de enige staat die niet aan laatste maaltijden doet: de veroordeelde eet gewoon wat de pot schaft. De reden hierachter was politieke kritiek nadat Lawrence Russell Brewer een zeer copieuze laatste maaltijd verzocht en er uiteindelijk niets van at omdat hij 'geen honger had'. Voorheen gold dat ook voor Maryland, dat de doodstraf in 2013 afschafte. In Louisiana deelt de veroordeelde zijn laatste maaltijd met de cipier. Er zijn ook gevallen bekend waarin de veroordeelde zijn galgenmaal met een andere gedetineerde deelde of het voedsel onder andere gedetineerden liet verdelen.
Binnen de Westerse wereld gaat de traditie van de laatste maaltijd terug tot de tijd van de Griekse oudheid. Acceptatie van de laatste maaltijd was een symbool van berusting. Hierdoor zou de geest van de gevangene de bewakers of beul niet na zijn dood lastigvallen. Uiteraard, hoe beter het voedsel en de drank, hoe sterker de symboliek die van deze berusting uit zou gaan. Laatste maaltijden waren dan ook vaak publiekelijk, evenals de executie zelf. Er zat ook een praktische reden achter de laatste maaltijd. De autoriteiten voerden namelijk executies publiekelijk uit en hadden geen behoefte aan een veroordeelde die zich niet aan zijn rol hield. Erger nog, zijn gedrag zou misschien zelfs mensen kunnen aanzetten tot rebellie. Door een (royale) laatste maaltijd aan te bieden konden de autoriteiten laten zien dat de gevangene weliswaar zijn straf verdiende, maar wel goed behandeld werd. Om diens medewerking te verzekeren, werd de veroordeelde bovendien vaak een ruime hoeveelheid alcoholische drank aangeboden.
Van een aantal veroordeelden is bekend wat zij als laatste maaltijd kozen. Sommige veroordeelden kozen ervoor snacks of de gewone gevangeniskost te eten, anderen weigerden iedere maaltijd:
Figuurlijk wordt de term galgenmaal ook gebruikt voor de laatste keer dat men ergens eet, bv. de laatste maaltijd op een vakantiebestemming.
| Veroordeelde            | Galgenmaal |
| ----------------------- | --- |
| John Rook               | 12 hotdogs en een cola |
| Adolf Eichmann          | Fles rode wijn (half leeggedronken) |
| Timothy McVeigh         | 2 bekers pepermuntijs |
| Donald Jay Miller       | Tortilla's met guacamole, 1 limoen, 1 citroen en een blikje Dr Pepper |
| Karla Faye Tucker       | Salade en fruit |
| Stacey Lawton           | Pot augurken |
| Larry White             | Lever met uien en een sigaret (die hij niet mocht oproken) |
| Harry Charles Moore     | 4 appels, 2 sinaasappels, druiven, banaan en frisdrank |
| Velma Barfield          | Chipitos, Kit Kat en een Coca-Cola |
| Jeffrey Barney          | 2 pakken cornflakes |
| John Wayne Gacy         | Gebakken kip, gebakken garnaal, aardbeien en friet |
| Lawrence Russell Brewer | 2 gebraden kipsteaks met jus en uien, een drievoudige bacon cheeseburger, een kaasomelet met rundergehakt, tomaten, ui, paprika, jalapeño's, een kom gebakken okra met ketchup, 500 gram barbecuevlees en een half wit brood, 3 fajitas, een pizza van de Pizza Hut (met pepperoni, ham, rundvlees, spek en worst), een grote hoeveelheid ijs, een plaat fudge, en drie glazen root beer. Uiteindelijk heeft hij er niets van gegeten. |